# 小香
小香（しょうこう）は、千葉県君津市の地名。丁番を持たない単独町名で、郵便番号は299-1137。

## 地理
市内西部の小糸川下流左岸、三舟山の麓に位置する。地内は道路沿いにわずかに住宅と田畑があるほかは、大部分が山林である。
西から北にかけて上湯江、北東で新御堂、東で郡、南で富津市一色・富津市障子谷・富津市相野谷（一点のみ）とそれぞれ接する（特記ないものは君津市）。

## 歴史

### 沿革
- 江戸時代 - 周淮郡小香村成立。当初は旗本田中氏領。
  - 1683年（天和3年） - 幕府領。
  - 1745年（延享2年） - 前橋藩領。
  - 1747年（延享4年） - 宇都宮藩領。
  - 1770年（明和7年） - 幕府領（季禄）。
  - 以降 - 旗本神尾氏領。
- 1873年（明治6年） - 小香村、千葉県に所属。
- 1889年（明治22年）4月1日 - 町村制施行により周淮郡貞元村（2代目）大字小香となる。
- 1897年（明治30年）4月1日 - 貞元村、郡統合により君津郡所属となる。
- 1954年（昭和29年）3月31日 - 貞元村と君津町（初代）・周南村が合併し君津郡君津町（2代目）が成立、同町の大字となる。
- 1971年（昭和46年）9月1日 - 君津町が市制施行し、君津市となる。

## 世帯数と人口
2017年（平成29年）10月31日現在の世帯数と人口は以下の通りである。
| 大字 | 世帯数 | 人口 |
| ---- | ------ | ---- |
| 小香 | 16世帯 | 45人 |

## 小・中学校の学区
市立小・中学校に通う場合、学区は以下の通りとなる。
| 番地 | 小学校             | 中学校             |
| ---- | ------------------ | ------------------ |
| 全域 | 君津市立貞元小学校 | 君津市立君津中学校 |

## 交通
地内を通る鉄道路線・バス路線・国道・県道はない。最寄駅は内房線君津駅・大貫駅。

## 施設
- 八幡神社
- 小香十一面観音堂
- 君津市里山管理センター三舟の里案内所

公立小学校の学区は全域で君津市立貞元小学校、公立中学校は君津市立君津中学校。